# لانگنباخ بای کیربورگ
لانگنباخ بای کیربورگ (به آلمانی: Langenbach bei Kirburg) یک شهر در آلمان است که در وستروالدکرایس واقع شده‌است. لانگنباخ بای کیربورگ ۱٬۰۲۵ نفر جمعیت دارد.